# 伊溫多河
伊溫多河（法語：Ivindo）是奧果韋河的最大支流，從加蓬東北部向西南方流，流經非洲的原始熱帶雨林。奧果韋-伊溫多省首府馬科庫是伊溫多河畔主要的城鎮。